# Andromeda IV
Andromeda IV (And IV, PGC 2544) – karłowata galaktyka nieregularna w konstelacji Andromedy. Odkrył ją Sidney van den Bergh w 1972 roku.
Początkowo And IV była klasyfikowana jako karłowata galaktyka sferoidalna lub eliptyczna, później jako karłowata galaktyka nieregularna. Badania przeprowadzone w 1991 dowodziły, że Andromeda IV może być dużą gromadą otwartą lub chmurą gwiazd w Galaktyce Andromedy.
Obserwacje przy użyciu Teleskopu Hubble’a, których wyniki opublikowano w 2000 roku wskazują, że And IV może być karłowatą galaktyką nieregularną podobną do IC 1613 czy Sekstant A, która tylko przypadkiem jest widoczna w tle dysku Galaktyki Andromedy (tzw. galaktyka tła). Oszacowano też odległość od Ziemi na ok. 5-8 mln parseków (16-26 mln lat świetlnych), co oznacza, że znajduje się ona poza Grupą Lokalną. Oceniano, że And IV może należeć do osobnej, małej grupy galaktyk wraz z NGC 784, IC 1727 i UGC 64.
Późniejsze obserwacje potwierdziły, że And IV jest galaktyką karłowatą dynamicznie niezależną od Galaktyki Andromedy. Jej odległość od Ziemi to 7,17 ± 0,31 mln parseków (23,4 ± 1,0 mln lat świetlnych), jest ona bardzo odizolowana od innych galaktyk. Zawiera dużo neutralnego wodoru, charakteryzuje się przeciętnym tempem powstawania gwiazd i niską metalicznością. Znajduje się na wczesnym etapie ewolucji.